# José Victor Oliva
José Victor Oliva é uma personalidade, administrador e empresário brasileiro. Atualmente preside o conselho da Holding Clube, grupo que reúne seis empresas de comunicação e marketing promocional: Banco de Eventos, Rio360, Samba.pro, Lynx, Cross Networking e The Aubergine Panda. Ex-marido da jogadora de basquete Hortência Marcari, com quem teve dois filhos, atualmente é casado com Tatianna Oliva e tem mais duas filhas. Foi conhecido como “Rei da Noite” durante as décadas de 1980 e 1990 por comandar casas noturnas como o The Gallery, Banana Café, Moinho Santo Antônio e Resumo da Ópera. É chamado de o "Rei da Noite Paulistana"

## Empresário da Noite
José Victor Oliva começou a trabalhar ainda jovem, aos 16 anos, fazendo pequenos “bicos” até que entrou na faculdade de medicina, em Santos (SP). Após um ano e meio no curso, resolveu mudar de área e retornou a São Paulo, onde começou a dar aulas particulares de química e a trabalhar em uma empresa de cenografia para boates. Depois de cursar direito durante um tempo, José Victor Oliva entrou na faculdade de administração de empresas na Fundação Getúlio Vargas. Durante esse período, se tornou assistente de DJ.
Em 1979, aos 23 anos, José Victor Oliva resolveu montar um negócio a partir do conhecimento adquirido na faculdade, que despertou seu espírito empreendedor. Em parceria com o arquiteto Gugu di Pace, o chef Giancarlo Bolla e Zé Pascowitch – além da ajuda providencial de seu pai, que hipotecou a casa da família para ajudar o filho – o empresário criou o Gallery. Conhecida como a primeira a casa noturna de alto padrão da capital paulista, a empreitada foi um sucesso. Em três meses os quatro sócios pagaram a hipoteca feita pelo pai de José Victor Oliva e os empréstimos bancários necessários para manter a casa noturna funcionando.
O Gallery marcou época em São Paulo. Frequentada por celebridades como Pelé, Cazuza, Lula, Vera Fischer, Tom Jobim, Vinícius de Moraes e pessoas da elite, a casa ainda habita o imaginário do paulistano – especialmente dos mais velhos – como sinônimo de requinte e badalação. Além dessa casa noturna, José Victor Oliva esteve a frente de outros empreendimentos famosos na noite de São Paulo como o Resumo da Ópera e o Moinho Santo Antônio, o que lhe rendeu o apelido de “O Rei da Noite Paulistana”.

## Empresário Equestre
Símbolo da inquietude natural de sua personalidade, José Victor Oliva resolveu diversificar sua atuação mais uma vez, a exemplo do que fizera quando trocou a noite pela comunicação. Em 2002 comprou de Eduardo Fischer um cavalo da raça bolero, depois de ver uma foto do animal na sala de reuniões do publicitário. Nesse momento, o empresário entrou no mercado eqüestre brasileiro e transformou seu sítio em um haras de nome Coudelaria Verde. 
O empresário é responsável pela organização do Leilão Luso-Brasileiro, um dos principais eventos desse mercado no Brasil.